# Daver
De Daver is een voormalige uitloper van de rivier de Linge die door enkele weilanden aan de oostzijde van Kerk-Avezaath liep.
De Daver ontstond ooit door een overstroming van de Linge. Hij liep ongeveer waar nu de A15 en enkele huizen staan in Kerk-Avezaath. Hij is drooggelegd voor de aanleg van de A15, maar heeft zijn sporen wel achtergelaten in de namen van enkele instanties van het dorp. Zo heette basisschool De Blinker tot en met 2017 OBS De Daverhof, en zijn er twee straten vernoemd: Daver en Korte Daver, waarvan de eerstgenoemde een van de hoofdaders van het wegennetwerk in het dorp vormt.